# Central eléctrica de Dekelia
La central eléctrica de Dekelia es una de las tres centrales eléctricas pertenecientes a la Autoridad de Electricidad de Chipre. Se encuentra aproximadamente a 15 kilómetros (9,3 millas) al este de la ciudad de Lárnaca y tiene una capacidad de 460 MW.

## Historia
La planta original fue la primera de la empresa, que comenzó a construirla a mediados de la década de 1950. Completada, constaba de siete turbogeneradores de vapor con una capacidad total de 84 MW. A medida que la maquinaria envejecía y la demanda aumentaba constantemente, se construyó una nueva planta junto a la antigua.
Construida en cinco fases, la actual central eléctrica consta de seis turbinas de vapor, cada una de una capacidad de 60 MW y seis motores diésel de aproximadamente 17 MW cada uno. Todas las calderas queman fueloil pesado y fueron construidas por Waagner Biró. Las dos primeras turbinas y generadores fueron suministrados por Siemens y entraron en funcionamiento en 1982 y 1983. Las turbinas 3 y 4 fueron fabricadas por Toshiba y los generadores correspondientes por Alstom y entraron en funcionamiento en 1986. La planta de vapor se completó con el suministro de turbogeneradores 5 y 6 de Bharat Heavy Electricals en 1992 y 1993. Los seis motores diésel funcionan con fuel oil pesado o diésel oil, siendo los tres primeros MAN de dos tiempos, los construidos por Mitsui en 2009 y los otros tres son de cuatro tiempos fabricados por Wärtsilä en 2010.
La planta original fue demolida a principios de la década de 2000.